# Julia Parody
Julia Parody (Málaga, 28 de diciembre de 1890 o 15 de enero de1891-Madrid, 20 de junio de 1973) fue una pianista española.

## Trayectoria
Sus padres eran Enrique Parody y Julia Abad. En Málaga realizó sus primeros estudios. Siendo todavía una niña fue pensionada por el Ayuntamiento y la Diputación Provincial de Málaga para estudiar en Madrid con José Tragó (1857-1934). En el Real Conservatorio Superior de Música de Madrid obtuvo el premio extraordinario consistente en un piano Erard.
Después se trasladó a París y ganó, entre más de doscientos concurrentes, una plaza como alumna numeraria del Conservatorio de la capital francesa, ingresando en la clase de Antoine François Marmontel. Al morir este continuó los estudios con Alfred Cortot, uno de los mejores pianistas de aquella época, obteniendo el segundo premio extraordinario Girard.
Más tarde se marchó a Berlín para ampliar su educación musical, ingresando en la Real Escuela de Música (Hochschule für Musik) donde consiguió el Diploma de Perfeccionamiento (Reife der Zeugnis) siendo la única pianista española en lograr este nivel académico. La arpista Luisa Menárguez Bonilla lo consiguió también en su especialidad. El ejercicio para obtener estos certificados consistía en un examen de piano, armonía, lectura a primera vista, reducción de partituras al piano, historia de la música, digitar una obra, matizarla (tempo, acentos, colorido) y ejecutarla.
Dio conciertos en París, Berlín, Hamburgo, Praga, Stuttgart y en otras ciudades europeas; en España tocó en las principales sociedades filarmónicas, en el Gran Casino de San Sebastián, y en Madrid en el Ateneo, Sociedad Nacional de Música, Círculo de Bellas Artes, el Casino, el Círculo Francés y el Lyceum Club, cosechando éxitos, tanto de público como de crítica. En la década de los años 1920 fue galardonada con la Cruz de la Orden Civil de Alfonso XII.
Desde 1934 fue catedrática numeraria de piano del Conservatorio de Madrid, puesto del que se jubiló en 1957. El 15 de abril del 1939 fue sometida a un interrogatorio policial, donde se le acusó de pertenecer a la masonería. Quiso exiliarse a través de la embajada de Panamá pero no pudo.
En abril de 1961 se le impuso la Medalla al Trabajo. Murió en Madrid en 1973.